# Au revoir parapluie
Au revoir parapluie est un spectacle conçu par James Thierrée, qui a également participé à l'interprétation dans les présentations originales.
C'est un spectacle muet, composé essentiellement de pantomime et de danse acrobatique.
Il a reçu le Molière du spectacle en région pour l'année 2007.